# Sewee
Els sewee o "illencs" eren una tribu ameríndia ue va viure a l'actual Carolina del Sud als Estats Units.
En 1670 els anglesos van fundar la localitat costanera de Charleston a la colònia de Carolina en terres pertanyents als sewee. La ciutat va florir des del comerç amb els sewee i les tribus veïnes. Els sewee intercanviaren les seves pells de cérvol per productes manufacturats i els grans dels anglesos. No obstant això, els sewee, que només van rebre el cinc per cent del que pagaven els compradors a Anglaterra per les seves pells de cérvol, sentien que aquest negoci era injust. Després de notar que els vaixells anglesos sempre arribaven al mateix lloc, se n'assabentaren que era el camí directe a Anglaterra. Creien que remant fins al punt en l'horitzó on van aparèixer per primera vegada els vaixells podrien arribar a Anglaterra, i un cop allà, establir un comerç directe és rendible. Per tant, la nació sewee decidí construir un vaixell.
El topògraf anglès John Lawson va ser testimoni de la construcció:
"Es va acordar immediatament per fer una addició de la seva flota mitjançant la construcció de més canoes, i que aquestes fossin de millor classe i de ida més gran per a llur intent. Alguns indis foren emprats per a fabricar aquestes canoes, altres per caçar, tots a la tasca per a la que eren més aptes, tots els esforços cap a una capaç de dur càrrega a Europa."– John Lawson
Mesos més tard, els sewee havien completat la seva flota de canoes, i ompliren els vaixells amb cuirs, pells i les seves possessions més valuoses. Tots els homes i dones sewee aptes abordaren els vaixells i van sortir a la mar. Només els nens, els malalts i els ancians es van quedar enrere. A mesura que els sewee entraren a l'oceà obert, l'alta mar va sacsejar les seves canoes. Els supervivents van ser rescatats per un vaixell d'esclaus que passava i foren venuts com a esclaus a les Índies Occidentals.